# Rudolf Tobias-huismuseum
Het Rudolf Tobias Huis Museum is een museumwoning in Selja, een dorp op het Estse eiland Hiiumaa. Het museum wordt beheert door de stichting Hiiumaa-museum. 
Het museumgebouw bevind zich in het geboortehuis van componist Rudolf Tobias en de vaste tentoonstelling van het museum gaat over zijn leven en werk.  Het gebouw, een herenhuis met boerderij-elementen, is tevens een van de laatste overgebleven gebouwen van zijn soort in Estland.  In de jaren 50 waren er plannen om het gebouw te slopen maar die gingen uiteindelijk niet door. In 1959 werd er een bord op de locatie gezet die ernaar verwees dat het Tobias zijn geboortehuis was, en in 1973 opende het museum.  Op het museumterrein staat ook een molen van het dorp Ole. Deze werd in 2005 in het museum geplaatst. 
Pikk Maja · Kassari-museum · Mihkli-boerderijmuseum · Rudolf Tobias-huismuseum · Tahkuna-vuurtoren